# Avia Pervia Modena
L'Avia Pervia Modena fu una storica società pallavolistica maschile di Modena.

## Storia
Il primo nucleo del club nacque nel 1947 per iniziativa del professore modenese Franco Anderlini, che radunò un gruppo di studenti, tra cui Odone Federzoni, e fondò l'Unione Sportiva Ferrari. Nel 1951 e nel 1952 prese parte al campionato nazionale. Sempre nel 1952 la Ferrari fu assorbita dal Circolo Sportivo Avia Pervia (dal motto inciso sullo stemma della città di Modena), frequentato anche dal tenore Luciano Pavarotti.
Negli anni successivi l'Avia Pervia, guidata ancora da Anderlini, lottò per la vittoria dello scudetto con altre due società modenesi, la Minelli e la Villa d'Oro. Degli undici titoli consecutivi conquistate da società della città emiliana, cinque furono conquistati dall'Avia Pervia (1957, 1959, 1960, 1962 e 1962-63). Dopo il secondo posto conquistato al termine del campionato 1963-64, alle spalle dell'emergente Ruini di Firenze, l'Avia Pervia, travolta da una crisi economica, scomparve.
L'eredità della gloriosa società fu raccolta dalla squadra dei Vigili del Fuoco, la Menegola Modena, che Anderlini allenò per un biennio in Serie B. Successivamente la Menegola fu assorbita dal Gruppo Sportivo Panini (oggi Pallavolo Modena), fondato nel 1966 dagli imprenditori Benito e Giuseppe Panini e considerato discendente dell'Avia Pervia.

## Palmarès
- Campionato italiano: 5

1957, 1959, 1960, 1962, 1962-63